# 1927 год в истории метрополитена
В этой статье перечисляются основные  события из истории метрополитенов в 1927 году. Полужирным шрифтом выделены открытия новых транспортных систем.

## События
- 14 марта — открыта Платформа линии Флашинг, Ай-ар-ти станции Таймс-сквер — 42-я улица Нью-Йоркского метрополитена[1].
- 7 мая — открыта станция Метс — Уиллетс-Пойнт (линия Флашинг, Ай-ар-ти) Нью-Йоркского метрополитена[1].
- 17 июля — открыты три станции Берлинского метрополитена — «Херманплац» (линия U8), «Боддинштрассе» и «Шёнлайнштрассе» [2][3].
- 30 декабря — открыт Токийский метрополитен. В первую очередь вошло четыре станции — «Ueno», «Inaricho», «Tawaramachi» и «Asakusa»[4].